# Incidente del Deutschland (1937)
El denominado Incidente del Deutschland ocurrió el 29 de mayo de 1937, durante la guerra civil española, cuando unos bombarderos "Katiuskas" de la Fuerzas Aéreas de la República Española (FARE) atacaron al acorazado alemán Deutschland que estaba fondeado en el antepuerto de Ibiza.
Los aviadores afirmaron a su vuelta que creían estar atacando a uno de los mayores barcos de guerra del bando sublevado, el crucero Canarias, aunque pronto fueron conscientes de que se trataba del Deutschland. El buque alemán, que incumplía flagrantemente la normativa del Comité de No Intervención de permanecer a un mínimo de diez millas de la costa española, resultó seriamente averiado por las bombas, y se registraron más de treinta muertos y setenta heridos entre sus tripulantes. El incidente acabó provocando, en represalia, el Bombardeo de Almería por parte de varios buques de la Kriegsmarine y estuvo a punto de desembocar en una guerra abierta entre la República Española y la Alemania nazi.

## Antecedentes
A principios de 1937 el Comité de No Intervención con sede en Londres había establecido un sistema de control naval para que no llegaran armas a ninguno de los dos bandos contendientes en la guerra civil española, lo que de hecho significaba que la República tendría más problemas para obtenerlas, al contrario del bando sublevado en el que Italia y la Alemania nazi continuaron con sus suministros regulares y con el fortalecimiento de la Aviación Legionaria, cuya sede principal era Mallorca, y la Legión Cóndor respectivamente. En el reparto de las costas españolas a alemanes e italianos les había correspondido la costa oriental mediterránea, pero las autoridades republicanas tenían constancia de que los barcos italianos y alemanes asignados al control naval estaban colaborando abiertamente con los franquistas informándoles de los movimientos de la flota republicana y de los barcos mercantes que se dirigían a los puertos republicanos. Estos barcos ya habían bombardeado los puertos de Barcelona y de Valencia y un submarino "desconocido" (que después se supo, era italiano) había torpedeado el crucero Miguel de Cervantes. En dos ocasiones, al menos, los buques de guerra republicanos había realizado con éxito algunas maniobras de ataque simulado contra barcos alemanes para que se alejaran de los puertos de Valencia y Cartagena. En este contexto es el que se produce la notificación del gobierno de la República a Italia y Alemania de que el puerto de Palma de Mallorca no estaba abierto para visitas de buques extranjeros que pudiesen emplearlo para descargar material de guerra. 
A finales de mayo de 1937 bombarderos republicanos «Katiuskas» recién llegados de la Unión Soviética (que también rompía el embargo de armas) realizaron una serie de bombardeos sobre Palma de Mallorca e Ibiza, alcanzando a algunos buques de las patrullas de control. El 26 de mayo de 1937 en un ataque realizado sobre la bahía de Palma de Mallorca por cinco «Katiuskas» una bomba de 100 kg cayó sobre el crucero auxiliar italiano "Barletta", causando la muerte de seis oficiales y numerosos heridos.
El patrullero alemán Albatross que al parecer también estaba en el puerto de Palma no fue alcanzado, pero los alemanes amenazaron con represalias si se repetían ataques similares.

## Los hechos

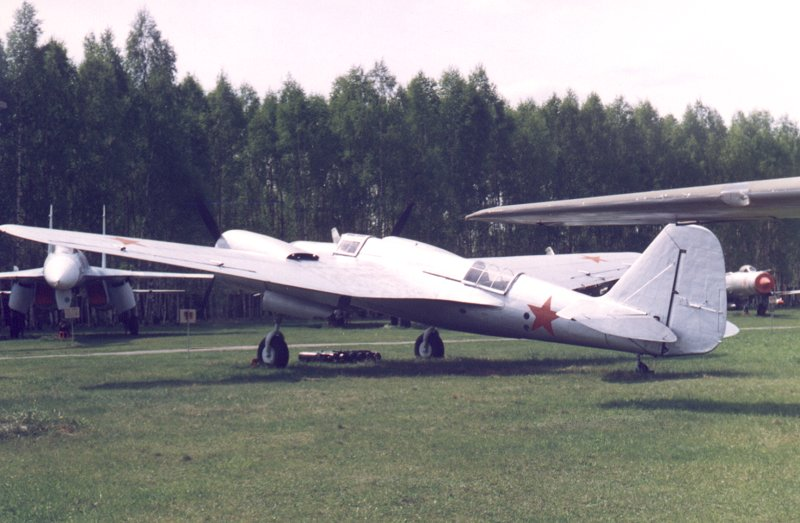
Tupolev SB-2 en museo de la Fuerza Aérea Rusa.

Al tener conocimiento de lo que había sucedido en la bahía de Palma, una flotilla alemana encabezada por el acorazado de bolsillo Deutschland pusiera rumbo a Ibiza, donde fondearon al atardecer del 29 de mayo. Poco después dos bombarderos de alta velocidad Tupolev SB-2 (apodados Katiuskas) republicanos bombardearon el Deutschland causando 22 muertos y 83 heridos (9 de los cuales murieron poco después) y el buque fue gravemente dañado. El Deutschland se hizo a la mar inmediatamente en dirección al estrecho de Gibraltar junto con su gemelo el Almirante Scheer.
Los dos «Katiuskas» con base en Los Alcázares habían despegado para perseguir una flotilla de la armada rebelde que estaba operando en el Mediterráneo, entre los que se encontraba el crucero Canarias. Según el entonces coronel Lacalle, testigo del despegue, un grupo de esos bombarderos, tripulados al completo por soviéticos, tomó rumbo hacia las Baleares. Poco después volvieron y uno de ellos dio una pasada a muy baja cota, moviendo las alas, por lo que, una vez el avión en tierra, Lacalle se dirige hacia él en su coche. La tripulación rusa le dice que han bombardeado al Canarias. Al parecer las dos tripulaciones vieron al buque fondeado en el antepuerto de Ibiza y disparándoles con su artillería antiaérea. El primer avión lanzó sus bombas, que cayeron al agua cerca de la amura de estribor. El segundo dio una primera pasada y en una segunda lanzó sus bombas, una de las cuales impactó cerca de la chimenea y la otra cerca de la proa. Pero el buque que recibió los impactos no era el crucero Canarias, sino el acorazado alemán Deutschland. Según Hugh Thomas hubo 31 muertos y 74 heridos, y las bombas fueron lanzadas por el avión cuyo observador era G. Livinski, pilotado según otras fuentes por Nikolai Ostryakov.
Los telegramas enviados por Voroshilov, jefe de la escuadra de bombardeos Katiuska, a los tres máximos asesores soviéticos destacados en España, confirman que el bombardeo del Deutschland fue producto de una confusión.

## Reacciones: el bombardeo de Almería
Indalecio Prieto intentó justificar el bombardeo diciendo que los Katiuskas eran aviones de reconocimiento y que fueron atacados antes por el acorazado alemán. Unos días después el gobierno español comunica que el bombardeo del Deutschland fue llevado a cabo por los pilotos José Arcega Nájera y Leocadio Mendiola. La justificación fue que los aviadores republicanos habían confundido al acorazado Deutschland con el Crucero Canarias, ya que aquel navío no se encontraba en su zona de control y disparó primero contra los aviones españoles. Se supone que esta versión se hizo para no comprometer al gobierno soviético, que en ese momento no deseaba entrar en una guerra con Alemania.
"Estos incidentes motivaron unas notas de protesta por parte de Italia y Alemania, que amenazaron con retirarse de las patrullas de control naval". Alemania e Italia también dejaron de acudir a las reuniones del comité de no intervención.
Hitler estaba furioso y su primera orden fue bombardear el puerto de Valencia como represalia, pero altos cargos nazis le convencieron para que el ataque fuera sobre un puerto de menor relevancia. Se decidió entonces que el crucero de bolsillo Almirante Scheer y los destructores Albatros, Luchs, Seedler y Leopart bombardearan el puerto de Almería. No parece que Hitler se planteara en ningún momento declarar la guerra a la Segunda República Española, como se ha llegado a afirmar.
Ya existía una cierta cantidad de buques de la Kriegsmarine alemana en el mar Mediterráneo haciendo misiones de apoyo de suministros al bando sublevado, por lo cual no fue difícil reunir una fuerza naval alemana contra las costas españolas. Los mencionados buques fueron ordenados para dirigirse a su objetivo, y se situaron ante Almería poco después del amanecer del 31 de mayo de 1937, el bombardeo alemán empezó a las 7:29 de ese día, abriendo fuego contra las baterías de costa, el puerto, las instalaciones portuarias y cualquier barco que se encontrase en el puerto, llegando a dispararse 200 proyectiles variados. El bombardeo de Almería por la flota alemana se saldó con 31 muertos, 55 heridos y 35 edificios destruidos. Al revés de lo sucedido semanas antes en Guernica con los aviones de la Legion Cóndor, los buques alemanes en ningún momento ocultaron su nacionalidad, ni pretendieron actuar como apoyo subordinado al bando sublevado, sino como fuerza naval que ejecutaba órdenes directas del III Reich.
El bombardeo duró casi una hora y los 275 disparos que se efectuaron, 94 de ellos con cañones de 280 mílimetros, cayeron sobre la ciudad, sin que las baterías de costa pudieran hacer nada porque sus cañones no tenían alcance suficiente para llegar hasta donde se encontraba la flotilla alemana. Toda la ciudad de Almería se vio afectada y entre los edificios dañados se encontraban la catedral de Almería, la iglesia de San Sebastián, dos hoteles, un banco, el mercado, la Escuela de Artes, la estación de ferrocarril, el ayuntamiento y la sede de la Cruz Roja Internacional.  
El bombardeo de Almería, que se había producido abiertamente (exhibiendo el pabellón alemán), era motivo suficiente para que la República Española declarara la guerra a Alemania, en tanto el gobierno nazi lanzaba una agresión por su propia cuenta contra uno de los bandos de la guerra civil. Esta posición fue defendida por el coronel Rojo e Indalecio Prieto, considerando que involucrar a Alemania en la guerra española causaría la inevitable generalización del conflicto a toda Europa: si Alemania entrase en guerra contra el bando republicano se esperaba que Gran Bretaña, Francia y la URSS quedarían forzadas a intervenir en defensa de la España republicana, la cual, en opinión de Indalecio Prieto, debería ofrecer a cambio concesiones en el Marruecos español.
Concretamente lo que propuso Indalecio Prieto, ministro de Defensa, en la reunión urgente que mantuvo el gobierno republicano en su sede de Valencia fue que los aviones republicanos localizaran y bombardearan a la flotilla alemana que acababa de bombardear Almería, aunque eso supusiera la entrada de Alemania en la guerra. Por este último motivo la propuesta fue rechazada por el presidente del gobierno Juan Negrín, apoyado por los ministros comunistas, y por el propio presidente de la República, Manuel Azaña.
Frente a Prieto se impuso la postura de Juan Negrín en contra de tornar la contienda española en germen de una guerra europea, sospechando que Gran Bretaña y Francia podrían inclusive mantener su política de apaciguamiento hacia Hitler hasta extremos de negar apoyo a la República Española. Los nacionalistas vascos y catalanes también se opusieron a la idea pues no deseaban una internacionalización del conflicto. El PCE también opinó en contra, en tanto la URSS no estaba dispuesta a entrar en guerra contra Alemania solo por causa de España; el propio presidente Manuel Azaña rechazó el proyecto.

Las protestas del gobierno de la República por el bombardeo de Almería se cursaron por vía diplomática. Pero eso "no cambió en nada la postura de las potencias democráticas: Francia e Inglaterra eran partidarias de la moderación para que el conflicto español no se extendiese. Dieron por zanjado el incidente".